# تزامن أينشتاين

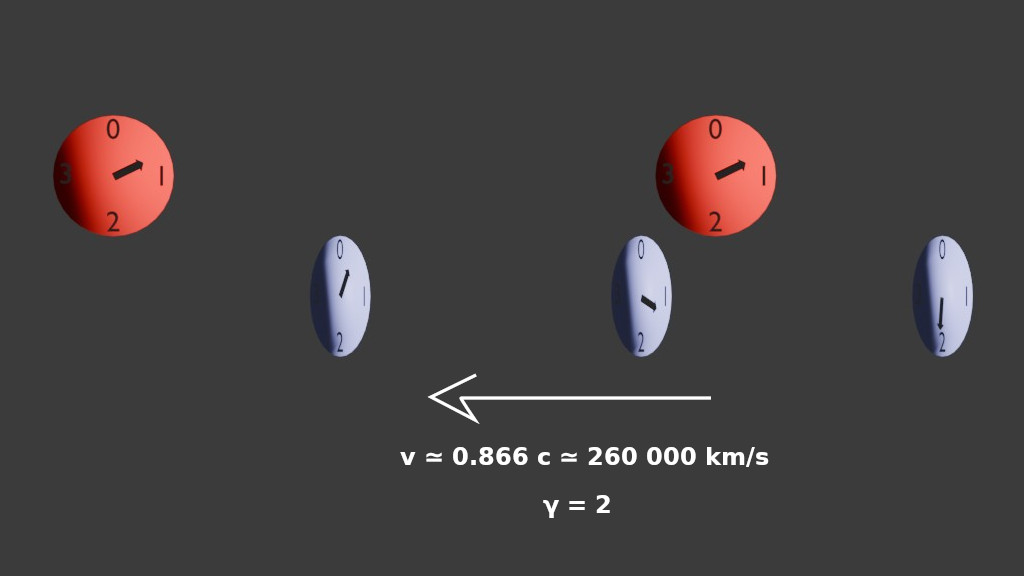
إلغاء تزامن الساعات المتحركة لعامل لورنتز 2. تمت مزامنة الساعة الزرقاء على اليسار مع الساعة الحمراء على اليمين عند عبور المسارات.

تزامن أينشتاين (أو تزامن بوانكاريه-أينشتاين) هي تعريف لمزامنة الساعات في أماكن مختلفة عن طريق تبادل الإشارات. تم استخدام طريقة المزامنة هذه من قبل التلغراف في منتصف القرن التاسع عشر، ولكن تم تعميمها من قبل هنري بوانكاريه وألبرت أينشتاين، الذين طبقوها على الإشارات الضوئية واعترفوا بدورها الأساسي في نظرية النسبية. قيمته الأساسية هي للساعات داخل إطار بالقصور الذاتي الفردي.